# Емілі Реган
Емілі Реган (англ. Emily Regan, нар. 10 червня 1988, Баффало, Нью-Йорк, США) — американська веслувальниця, олімпійська чемпіонка 2016 року, триразова чемпіонка світу.

## Виступи на Олімпіадах
| Олімпіада | Дисципліна                     | Місце |
| --------- | ------------------------------ | ----- |
| Ріо 2016  | вісімка розстібна зі стерновим | 1     |

## Зовнішні посилання
- Профіль [Архівовано 12 січня 2021 у Wayback Machine.] на сайті FISA.

1. ↑  Emily Regan